# Rjavi pajek samotar
Rjavi pajek samotar (znanstveno ime Loxosceles reclusa) je strupen pajek iz družine Sicariidae, katerega ugriz lahko povzroči obsežno nekrozo tkiva v območju ugriza. Lahko so rjave, sive ali temno rumene barve, na hrbtni (dorzalni) strani glavoprsja pa navadno poteka črni pas v obliki violine, katere vrat je usmerjen proti zadku. Zaradi tega nosi pajek različne vzdevke, kot sta violinski pajek ali goslarski pajek. Prebiva na vzhodnem območju ZDA do Mehiškega zaliva.

## Telesne značilnosti
Glede na to, da vzorec violine nemalokrat ni prisoten in da imajo lahko tudi drugi pajki podobne vzorce (kot npr. družini Pholcidae in Mimetidae), so za prepoznavo tega pajka pomembne oči. Slednje se od drugih pajkov razlikujejo po številu in organizaciji: rjavi pajek samotar in drugi pajki iz istega rodu imajo 6 oči, organiziranih v tri pare (diade), in sicer v enega sredinskega (medianega) in dva obstranska (lateralna), medtem ko imajo drugi pajki 8 oči, urejenih v dve vrsti. Podobno organizacijo oči imajo sicer tudi pajki iz družine Scytodidae, vendar se ti razlikujejo po tem, da imajo značilne vzorce na nogah in trebušni strani, poleg tega pa ima samotar na trebušni strani mehke dlačice, ki nimajo trdih konic. Sklepi so obarvani svetlejše.
V umirjenem drži ima vse noge raztegnjene, v primeru ogroženosti pa potegne sprednji nogi navzad v obrambno držo, stranske noge potegne v pozicijo za hiter in nenaden premik, pedipalpa pa dvigne. Premika se s konstantno hitrostjo z iztegnjenimi nogami in se ustavi le, ko rabi obnoviti interni hidravlični pritisk (tj. ko rabi obnoviti »moč« v nogah). V primeru ogroženosti zbeži stran od nevarnosti, v skrajnem primeru (npr. v zaprtih prostorih) pa nevarnost hitro zaobide in s tem poskuša preprečiti neposreden stik.

## Življenjski prostor in navade
Pajek prebiva v ZDA na območju, ki se razteza od južnega dela srednjega vzhoda do Mehiškega zaliva. Meja območja poteka od jugovzhoda Nebraske skozi južno Iowo, Illinois in Indiano do jugozahoda Ohia. V južnih državah poteka meja od osrednjega dela Teksasa, preko zahodne Georgie do zahoda Virginije. V Kaliforniji se kljub domnevnim opažanjem ni naselil. Sorodna vrsta, L. rufescens, prebiva na Havajih.
Pajki gradijo nepravilne mreže (ki pogosto vključujejo zavetje) v skladiščih drv, hlevih, omarah, posteljah, garažah, kleteh in drugih prostorih, ki so suhi in kjer je človeška aktivnost relativno majhna. Prednost dajejo odpadni kartonasti embalaži, saj naj bi bila podobna gnilemu lubju, v katerem živijo v naravi. Odkriti so bili tudi v čevljih, v notrajnosti pisalnih strojev, za mizami in slikami, kupih nerabljenih oblek in blizu virov toplote (npr. radiator), ko je temperatura okolja nižja kot običajno. Do stika s človekom pogosto pride takrat, ko človek zaide v take predele in ko se pajek počuti ogroženo. V nasprotju z drugimi pajki, ki gradijo mreže, ponoči zapustijo svoje mreže in se odpravijo loviti. Pri tem se bolj gibljejo samci, medtem ko se samice zadržujejo v bližini mreže.

## Strupenost
Že po samem imenu (samotar) se lahko sklepa, da je ta vrsta pajka redko agresivna, zato so dejanski ugrizi relativno redki. Pajek bo ugriznil človeka v primeru, če se ga bo dotaknil (zato so pogosti ugrizi na roki) ali kakorkoli drugače pritisnil del telesa, kot npr. pri oblačenju ali obuvanju.
Večina ugrizov je nenevarnih brez nekroze. Resnost ugriza je odvisna predvsem od prejete količine toksina in zdravstvenega stanja človeka. Navkljub temu manjše število ugrizov povzroči spekter simptomov, kolektivno znanih pod imenom loksoscelizem. Obstajata dve vrsti slednjega, in sicer kožni (kutani) ter sistemski (viscerokutani) loksoscelizem. Glede na to, da vključuje tudi morebitne poškodbe organov, lahko privede ugriz tudi do smrti; ogrožene skupine so otroci pod 7 let starosti, starejši ljudje in osebe z oslabljenim imunskim sistemom.
Sam ugriz je navadno neboleč, vendar lahko skozi čas nastane rana premera od 5–30 cm. Mesto ugriza postane boleče in srbeče po 2-8 urah, po 12-36 urah pa se bolečina in drugi lokalni znaki še poslabšajo. Pri kožnem loksoscelizmu nastane po nekaj dnevih dermatonekrozna lezija, ki uniči mehko tkivo, celjenje rane pa lahko traja več mesecev in pusti globoke brazgotine. Poškodovano tkivo bo čez čas postalo gangrenozno in na koncu odpadlo stran od zdravega tkiva.
Resni sistemski učinki se lahko pojavijo pred tem časom, saj se toksin razširi po telesu v nekaj minutah; lokalno razširjenje je odvisno od mnogih dejavnikov v samem toksinu, kot so hialuronidaza, kolagenaza, proteaze in fosfolipaze. Blažji simptomi vključujejo slabost, bruhanje, mrzlico, izpuščaje ter bolečine mišic in sklepov. Izpuščaji so na sredini rdeče-vijolični, okoli tega pa je prisoten bledi obroč, ki je zamejen z rdečo črto; takemu izgledu pravimo tudi »bikovo oko« (angleško bull′s eye). V hujših primerih lahko pride do hemolize, trombocitopenije (znižana koncentracija trombocitov v krvi), diseminirane intravaskularne koagulacije (DIK) in odpovedi ledvic, na koncu pa lahko nastopi tudi smrt. Za sistemske učinke so dovzetnejši starejši in otroci.

### Nepravilna diagnoza
Ocenjeno je, da je približno 80 % vseh diagnoz ugrizov rjavega pajka samotarja postavljenih napačno, kar je klinično pomembno, saj onemogoča pravilno zdravljenje resne bolezni. Obstajajo različne okužbe in druge bolezni ter poškodbe, ki povzročajo podobne simptome, kot so okužbe s stafilokoki (npr. MRSA) in streptokoki, kemične opekline, okužbe z glivami, določene vrste raka kože (npr. spinocelularni karcinom) in Lymska borelioza. Obstaja ELISA test, s katerim se lahko dokaže nekrotoksin tega pajka, čeprav trenutno še ni komercialno na razpolago. Poleg naštetega predstavljajo problem tudi drugi pajki (npr. rod Phidippus), katerih ugrizi prav tako povzročajo nekrozo.

### Zdravljenje
Prva pomoč vključuje aplikacijo ledu na mesto ugriza za zaviranje vnetja ter aloe vere za blaženje bolečine. Po možnosti je priporočljivo ujeti pajka in ga prinesti k zdravniku za natančno razpoznavo.
Trenutno ne obstaja nobeden standardni način zdravljenja tovrstne nekroze, vendar vključuje dvig in imobilizacijo poškodovanega uda, aplikacijo ledu, lokalno zdravljenje rane in preventivo proti morebitnemu pojavu tetanusa. Uporabljene so bile tudi druge terapije z različnimi rezultati, kot so hiperbarični kisik, antihistaminiki (npr. ciproheptadin), dekstran, glukokortikoidi, vazodilatatorji, heparin in električni šoki.
Teoretično naj bi bili učinkoviti tudi dapson (zaradi zaviranja polimorfonuklearnih levkocitov in s tem vnetja) ter nitroglicerin, ki je vazodilatator (širi krvne žile) in povzroči filtracijo toksina v krvni obtok ter dotok sveže krvi v rano. V primeru sekundarne okužbe je potrebno dati antibiotike. Kirurški poseg je neučinkovit (še posebej v začetni fazi) in lahko še poslabša simptome. Protistrup (antidot) proti drugim vrstam pajkov iz istega rodu naj bi bil tudi obetaven, vendar je najbolj učinkovit v roku 24 ur. Praktična uporaba je v resnici zaradi nebolečega ugriza in relativno dolgega časovnega roka, po katerem se pokažejo simtpomi, zelo težavna. Učinkoviti naj bi bil tudi hiperbarični kisik.